# Charles-Marie Himmer
Charles-Marie Himmer (Karl ou Carlos Himmer), né le 10 avril 1902 à Dinant et mort le 11 janvier 1994 à Fleurus, est un évêque belge de l'Église catholique romaine. De 1949 à 1977, il est le 98e évêque du diocèse de Tournai. Dans les années 1960, il participe aux travaux du Concile Vatican II et met ensuite en œuvre ses réformes au sein de l'église catholique.

## Biographie
Karl Alfred Marie Joseph Ghislain Himmer, né le 10 avril 1902 à Dinant, est le fils d'Adrien Edgard Himmer (1873-1939), industriel dans le textile, et d'Hélène Laurent (1874-1954). Son grand-père paternel, Remy Himmer, avait fondé une filature à Dinant; il était par ailleurs vice-consul d'Argentine. Lors de la Première Guerre mondiale, l'armée allemande fusille Remy Himmer et une trentaine de ses ouvriers à l'occasion du sac de Dinant en août 1914, sur la place de l'abbaye à Leffe. Son grand-père maternel, Victor Alfred Laurent, né à Beauraing, exerçait la profession de notaire à Dinant. Cadet d'une famille de six enfants, Karl Himmer change son prénom en Carlos en 1914 à la suite de l'invasion de la Belgique par l'armée allemande et, en 1949, en Charles-Marie après son sacre d'évêque.  
Il fait ses humanités gréco-latines au collège Notre-Dame de Bellevue, à Dinant. En 1922, devenu séminariste, il est envoyé à Rome, où il fait son doctorat en philosophie et théologie à l'Université pontificale grégorienne. Il est ordonné prêtre à Namur, le 15 août 1926 par Thomas-Louis Heylen, et nommé presque aussitôt vicaire à Beauraing. Sur cette période de sa vie, il confie à Pierre Wilvers qui l'interrogeait à ce sujet : « J'ai vécu, comme vicaire à Beauraing, la vie d'un prêtre de paroisse; ce qui, pour un jeune prêtre ayant fait des études supérieures, représentait le comble de l'espérance. Pendant deux ans, j'ai vécu dans le contact direct avec les gens. J'ai partagé leurs souffrances, leurs problèmes. » Il s'initie alors aux œuvres naissantes de la jeunesse d'action catholique qu'il avait déjà appris à connaître lors du Congrès A.C.J.B. à Charleroi, les 20 et 21 septembre 1924. 
En 1929, il devient professeur de philosophie au Petit Séminaire de Floreffe. Dans la ligne tracée par le cardinal Mercier, « il préconise l'étude d'une philosophie thomiste ouverte aux philosophies modernes et recommande l'abandon du latin dans l'enseignement donné aux séminaristes. »
L'abbé Himmer continue cependant à s'occuper activement des mouvements de jeunesse si bien qu'en 1944, l'évêque de Namur, André-Marie Charue, le décharge de son professorat pour lui confier la direction des œuvres de jeunesse catholique dans le diocèse, ainsi que l'organisation de l'École sociale de Namur. En plus de ces activités, Carlos donne également des cours au Grand Séminaire sur les enjeux et les méthodes de l'Action catholique. Durant la guerre, « il aide à soustraire des centaines d'enfants juifs à la déportation », en les hébergeant dans un home avant de les placer dans des familles catholiques. 
En mars 1947, il est nommé chanoine honoraire de la cathédrale Saint-Aubain, et son évêque, André-Marie Charue, songe déjà à lui pour le remplacer sur le siège épiscopal de Namur.
À Pâques de l'année 1948, Carlos Himmer est appelé à remplir les fonctions de supérieur au Petit Séminaire de Floreffe où il succède au chanoine Kaisin. Il n'assumera ces fonctions que durant quelques mois, car en décembre, il est nommé évêque de Tournai par le pape Pie XII.

### Évêque de Tournai
Sacré en la cathédrale le 24 février 1949, il succédait à Étienne Carton de Wiart (décédé le 31 juillet 1948), devenant le 98e évêque de Tournai, où il sera en poste durant 29 ans. Il abandonne immédiatement le prénom Carlos pour Charles-Marie.
À son arrivée à Tournai, il affronte divers problèmes : la déchristianisation y était plus poussée qu'à Namur; les problèmes socio-économiques s'y posaient de manière plus urgente ; le palais épiscopal avait été entièrement détruit lors de l'incendie de Tournai en mai 1940, et la nécessité de restaurer la cathédrale. 
Au cours de son épiscopat, il promulgue de nombreuses Lettres Pastorales (13 tomes et un total de près de trois mille pages) dans lesquelles il aborde diverses questions : apostolat des laïcs ; problème social ; presse et radio-diffusion ; vocations ; clergé ; enseignement chrétien ; églises africaines ; pastorale sacramentaire ; communauté d'entraide ; Vatican II ; réforme liturgique ; structures diocésaines pour le monde d'aujourd'hui ; émigrants ; paix.
En 1950, lors du débat qui enflammait alors la Belgique sur la Question royale, il se voit forcé, dans une note très brève mais incisive, de prendre position contre l'abdication en désavouant la position exposée par le chanoine Jean Dermine, directeur général des œuvres du diocèse, dans une lettre adressée, en novembre 1948, à Jean Duvieusart, alors ministre des Affaires économiques et des Classes moyennes et dont le contenu fort critique à l'égard du roi Léopold III avait été révélé par La Nouvelle Gazette, la veille même de la Consultation populaire. En revanche, lorsque par la suite le cardinal Van Roey proposera aux évêques belges de signer une lettre collective faisant l'apologie inconditionnelle du roi, Himmer lui opposera un refus, si bien que le cardinal devra finalement se résigner à la publier sous sa seule signature.
Le 24 février 1951, Himmer publie les nouveaux statuts diocésains. L'année 1952 fut une « année sociale » qui connut un réel succès notamment lors du grand rassemblement de Charleroi, le 13 juillet. Dans cette même ligne, l'attention de l'évêque se porta, dans les années qui suivirent sur Le problème du logement en Hainaut (3 février 1953), La menace de fermeture qui pèse sur quelques charbonnages du Borinage (23 décembre 1953) et L'avenir économique du Borinage (20 décembre 1958).
En 1954, ce sera l'« année mariale », et le grand pèlerinage à Bonne-Espérance (23 mai).
L'année 1955 est centrée sur la Sauvegarde de l'enseignement chrétien (5 mars) et la division du diocèse en régions pastorales.
L'année 1956 est marquée par la terrible catastrophe minière qui eut lieu le 8 août au charbonnage du Bois du Cazier à Marcinelle, une tragédie qui secoua profondément l'opinion publique belge. Après avoir passé plusieurs jours à soutenir par sa présence les familles italiennes immigrées sans nouvelles de leurs proches, il publie une lettre pastorale sur la Sécurité dans les mines (28 octobre).
Cette même année, il entreprend, au mois de novembre, à la demande de quelques vicaires apostoliques, un voyage de trois semaines au Congo belge et au Ruanda-Urundi. À la suite de son action, un collège, principalement desservi par des prêtres du diocèse de Tournai, est créé en 1958 à Kitega au Burundi.
Du 21 au 23 février 1961 et du 6 au 8 février 1962, il organise à Tournai deux colloques groupant des évêques de toute l'Europe centrale, et portant sur L'Évangélisation du monde ouvrier et les Processus de déchristianisation du monde ouvrier.
Durant les années 1962-1965, il consacre la majeure partie de son temps aux travaux du concile Vatican II dont il communiquait régulièrement, de Rome, les résultats au clergé et aux fidèles du diocèse. Il fera lui-même partie de la Commission chargée de préparer le Décret sur la charge pastorale des évêques dans l'Église (Christus Dominus, 28 octobre 1965). Durant tout le Concile, il participe aussi à un groupe non officiel appelé « Église des pauvres » se réunissant chaque semaine, et qui s'était donné pour tâche de sensibiliser l'ensemble des évêques conciliaires au problème de la pauvreté dans l'Église et à son ouverture aux pauvres eux-mêmes. Ce petit groupe qui comprenait, entre autres, Hélder Câmara, Alfred Ancel, Huyghe, et, à titre d'experts, les Pères Chenu et Congar, eut une influence certaine sur l'orientation finale de Vatican II, au point même que Himmer a pu voir dans la pauvreté la clef de la constitution Gaudium et Spes. Dans ses interventions, il insiste pour que « le renouveau de l'Église ne soit pas seulement interne, mais qu'il se manifeste dans les structures et les institutions, ainsi que dans le style de la vie chrétienne et dans les relations avec les pouvoirs publics »
La sensibilisation de l'évêque de Tournai au problème de la pauvreté dans l'Église et dans le monde s'accentuera encore lors de sa participation, en décembre 1964, au Congrès eucharistique de Bombay et lors de plusieurs autres voyages au Zaïre où il put saluer les quatorze prêtres diocésains de Tournai qui, depuis son premier appel, étaient venus se mettre au service des jeunes les plus démunis. La lettre pastorale Partage avec les pays pauvres (1er février 1965) fait écho à ces préoccupations. 
La mise en œuvre du Concile (réforme liturgique, réorganisation du clergé et des circonscriptions diocésaines, ouverture au monde d'aujourd'hui et aux pauvres, etc.) occupa les années suivantes.
Quelques dates à relever :
- juillet 1967, création du premier Conseil presbytéral; fondation par la Conférence épiscopale de Belgique du séminaire Cardijn, à Jumet, pour les vocations ouvrières; installation à Louvain du Séminaire Saint-Paul pour le premier cycle de formation des séminaristes du diocèse de Tournai ;
- 13 octobre 1968, instauration du Conseil pastoral ;
- 25 octobre 1969, ordination en l'église Saint-Joseph de La Louvière du premier diacre permanent, le Dr Albert Geerts.

Au début de l'année 1971, l'évêque de Tournai commémore le huitième centenaire de la cathédrale le dimanche 9 mai. Quelques mois plus tard, il doit entrer en clinique pour y subir une opération chirurgicale suivie d'une convalescence longue et pénible. Himmer en porta quelque peu le contre-coup et ses lettres pastorales (La paix dans le monde, La semaine de l'émigrant, La pastorale scolaire, etc.) se firent plus courtes dans les années 1972, 1973 et 1974.
En 1974 notamment, il jettera les bases, à Rilima, dans le sud du Rwanda, d'un nouveau collège destiné à accueillir les jeunes réfugiés du Burundi.
En 1975, il consacra toute son attention à la question d'une division éventuelle du diocèse de Tournai et eut recours à une consultation diocésaine qui trancha pour la négative.

### Retraite
Le 29 avril 1976, au cours d'un entretien privé avec le pape Paul VI, il présente sa démission, motivée par l'âge et les prescriptions édictées à ce sujet par le Concile. Ses dernières lettres pastorales ont pour titre : L'Après-Concile (2 février 1977) et L'Avenir du diocèse (25 mai 1977).
Le 5 juillet 1977, Himmer annonçait lui-même la nomination de son successeur, Jean Huard et prenait congé dans une lettre intitulée Adieu au diocèse (8 août 1977), suivie d'une Lettre au clergé où il remercie tous ses collaborateurs. Il se retire alors à l'abbaye Notre-Dame de Soleilmont où il se soucie de présider aux offices religieux et de communiquer à la communauté des sœurs trappistines le meilleur de sa doctrine et de son expérience religieuse.
En 1984, un problème cardiaque nécessita son hospitalisation à l'Hôpital de Gilly où il rédigea son testament spirituel reproduit sur son souvenir mortuaire.
Il est décédé à l'abbaye de Soleilmont le 11 janvier 1994 à trois heures du matin. Ses funérailles furent célébrées à la cathédrale de Tournai, le 15. Son corps repose à présent — en accord avec  l'article 27 de la loi du 20 juillet 1971 — auprès de celui de Jean-Joseph Delplancq, inhumé en la cathédrale le 2 août 1834.

## Blason
Blasonnement : D'or au chevron de sable chargé d'une rose du champ

## Distinctions
- Commandeur de l'ordre du Mérite de la République italienne‎ (1954), vraisemblablement pour son attitude extrêmement généreuse en faveur de la communauté italienne de son diocèse et en particulier lors du drame du Bois du Cazier à Marcinelle en 1956.
- Grand officier de l'ordre du Mérite de la République italienne‎ (1960).

## Publications
- Prêtres au service de l'évangile, Paris, Office général du livre, 1949.
- Missale Romanum : ex decreto sacrosancti Concilii Tridentini restitutum, Romæ, Typis Societatis S. Joannis Evangelistæ, 1951.
- Lettres pastorales, 1950-1957. 4 volumes.
- L'Église et la sécurité dans les mines (lettre pastorale), Bruxelles, La Pensée catholique, 1956.
- Pour une messe plus fraternelle : directoire pour la participation des fidèles à la messe, diocèse de Tournai, 1956.
- Les laïcs et les vocations, Paris, Office général du livre, 1961.